# Giuseppe Mazzuoli (skulptör)
Giuseppe Mazzuoli, född 5 januari 1644 i Volterra, död 7 mars 1725 i Rom, var en italiensk skulptör under barockepoken.

## Biografi
I Rom blev Mazzuoli i unga år elev till Melchiorre Cafà. Mazzuoli assisterade Bernini vid utförandet av påve Alexander VII:s gravmonument i Peterskyrkan.

## Verk i urval
- Påve Innocentius XII och Påve Clemens XI (byster; cirka 1700) – Santa Cecilia in Trastevere[1]
- Gravmonument över Giovanni Battista Rospigliosi och Maria Camilla Pallavicini – Cappella Rospigliosi-Pallavicini, San Francesco a Ripa[2]
- Gravmonument över Stefano Pallavicini och Lazzaro Pallavicini – Cappella Rospigliosi-Pallavicini, San Francesco a Ripa[2]
- Den helige Johannes Döparen och Den helige Johannes Evangelisten – högaltaret, Gesù e Maria[3]
- Aposteln Filippos (1711) – San Giovanni in Laterano[4]
- Gravmonument över Angelo Altieri – Cappella Albertoni Altieri, Santa Maria in Campitelli[5]
- Gravmonument över Maffeo Farsetti – Cappella di San Lorenzo Giustiniani, Santa Maria Maddalena[6][7]
- Gravmonument över Antonio Francesco Farsetti – Cappella di San Lorenzo Giustiniani, Santa Maria Maddalena[6][7]
- Nåden, Gravmonument över påve Clemens X – Peterskyrkan[8]
- Caritas, Gravmonument över påve Alexander VII – Peterskyrkan[9]
- Caritas – Santissima Trinità in Palazzo Monte di Pietà[10][11]

## Bilder
| - Gravmonument över Giovanni Battista Rospigliosi och Maria Camilla Pallavicini. - Gravmonument över Stefano Pallavicini och Lazzaro Pallavicini. - Gravmonument över Angelo Altieri. - Caritas (till vänster), detalj av Gravmonument över påve Alexander VII. |